# Хелвес
Хелвес (на испански: Gelves) е населено място и община в Испания. Намира се в провинция Севиля, в състава на автономната област Андалусия. Общината влиза в състава на района (комарка) Голяма Севиля. Заема площ от 8 km². Населението му е 9244 души (по преброяване от 2010 г.). Разстоянието до административния център на провинцията е 6 km.

## Демография
| 1996 | 1998 | 1999 | 2000 | 2001 | 2002 | 2003 | 2004 | 2005 | 2006 |
| ---- | ---- | ---- | ---- | ---- | ---- | ---- | ---- | ---- | ---- |
| 5084 | 5245 | 5644 | 6009 | 6249 | 6625 | 7224 | 7566 | 7958 | 8325 |